# 3-脱氢肉碱
3-脱氢肉碱是一种含氮化合物，分子式C7H13NO3，属于脂肪族甜菜鹼，相比肉碱，羟基转变为羰基，在pH=7.3时以两性离子形式存在。